# Patinatge de velocitat als Jocs Olímpics d'hivern de 2006 - 5.000 metres femenins
Als Jocs Olímpics d'Hivern de 2006 celebrats a la ciutat de Torí (Itàlia) es disputà una prova de patinatge de velocitat sobre gel sobre una distància de 5.000 metres en categoria femenina que formà part del programa oficial dels Jocs.
La prova es disputà el dia 25 de febrer de 2006 a les instal·lacions de l'Oval Lingotto de la ciutat de Torí. Hi participaren un total de 16 patinadores de velocitat de 10 comitès nacionals diferents.

## Resum de medalles
| Or           | Argent            | Bronze        |
| Clara Hughes | Claudia Pechstein | Cindy Klassen |

## Resultats

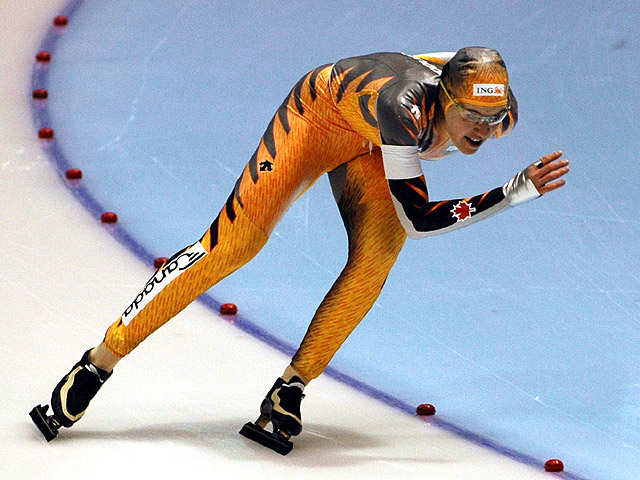
Clara Hughes, guanyadora de la medalla d'or.

| Pos. | Nom                 | CON             | Temps   | Dif.   |
| ---- | ------------------- | --------------- | ------- | ------ |
| 1    | Clara Hughes        | Canadà          | 6:59.07 |        |
| 2    | Claudia Pechstein   | Alemanya        | 7:00.08 | +1.01  |
| 3    | Cindy Klassen       | Canadà          | 7:00.57 | +1.50  |
| 4    | Martina Sáblíková   | Txèquia         | 7:01.38 | +2.31  |
| 5    | Daniela Anschütz    | Alemanya        | 7:02.82 | +3.75  |
| 6    | Kristina Groves     | Canadà          | 7:03.95 | +4.88  |
| 7    | Catherine Raney     | Estats Units    | 7:04.91 | +5.84  |
| 8    | Maren Haugli        | Noruega         | 7:06.08 | +7.01  |
| 9    | Renate Groenewold   | Països Baixos   | 7:11.32 | +12.25 |
| 10   | Carien Kleibeuker   | Països Baixos   | 7:12.18 | +13.11 |
| 11   | Eriko Ishino        | Japó            | 7:12.48 | +13.41 |
| 12   | Anna Natalia Rokita | Àustria         | 7:16.75 | +17.68 |
| 13   | Maki Tabata         | Japó            | 7:18.05 | +18.98 |
| 14   | Lucille Opitz       | Alemanya        | 7:18.06 | +18.99 |
| 15   | Wang Fei            | R.P. de la Xina | 7:22.90 | +23.83 |
| 16   | Katarzyna Wojcicka  | Polònia         | 7:28.09 | +29.02 |